# Arthur Decabooter
Arthur "Tuur" Decabooter (efternamnet ibland särskrivet De Cabooter), född den 3 oktober 1936 i Welden (en by i Oudenaarde), död den 26 maj 2012 nära Doornhammeke i De Pinte, var en belgisk tävlingscyklist som var professionell från 1959 till 1967. På hans meritlista märks främst segern i Flandern runt, vinsten av poängtävlingen och två etapper i Vuelta a España 1960, samt, året därpå, segrarna i Omloop Het Volk och Harelbeke–Antwerpen–Harelbeke (senare kallad E3 Saxo Bank Classic) plus ytterligare en etappvinst i Vueltan. "El Toro" (Tjuren), som han kom att kallas efter sin poängseger i Vueltan, var också känd för sin rivalitet med Rik Van Looy.
Decabooter avled av hjärtstillestånd under en cykeltur längs Schelde.

## Meriter

### Landsväg
| 1955 Vinnare av Flandern runt för amatörer 1958 Vinnare av Grand Prix Jules Lowie Vinnare av Flandern runt för oberoende 1959 Vinnare av Omloop van het Houtland Vinnare av Dokter Tistaertprijs 2:a i Kuurne–Bryssel–Kuurne 4:a i Flandern runt 5:a i Vijfbergenomloop 6:a i Paris–Valenciennes 8:a i Omloop Het Volk 9:a totalt i Dunkerques fyradagars 10:a i Milano–Sanremo 1960 Vinnare av Flandern runt Vinnare av Dwars door België Vinnare av etapp 1 i Belgien runt 2:a i Omloop van het Houtland 3:a i linjelopp vid Belgiska mästerskapen 4:a i Milano–Sanremo 4:a i Gent–Wevelgem 4:a i Harelbeke–Antwerpen–Harelbeke 4:a i Kuurne–Bryssel–Kuurne 4:a totalt i Pijl van de Sportwereld 8:a i Paris–Bryssel 8:a i Elfstedenronde 10:a totalt i Vuelta a España Vinnare av poängtävlingen Vinnare av etapperna 8 och 15 1961 Vinnare av Omloop Het Volk Vinnare av Harelbeke–Antwerpen–Harelbeke Vinnare av Grand Prix de Denain Vinnare av etapp 11 i Vuelta a España 3:a i Omloop der Vlaamse Gewesten 6:a i Paris–Tours 8:a i Flandern runt 8:a i Gent–Wevelgem 9:a i Paris–Roubaix 10:a i Kuurne–Bryssel–Kuurne 1962 2:a i Omloop der Vlaamse Gewesten 3:a i Schaal Sels 5:a i Gent–Wevelgem 9:a i GP Stad Vilvoorde | 1963 Vinnare av Omloop van het Leiedal 3:a i Petegem-aan-de-Leie 9:a i Paris–Roubaix 1964 Vinnare av Kuurne–Bryssel–Kuurne Vinnare av Omloop van het Houtland 2:a i Omloop Het Volk 3:a i Bryssel–Ingooigem 5:a i Nokere Koerse 5:a i Circuit des Frontières 6:a i Flandern runt 6:a i De Kustpijl 1965 Vinnare av Nokere Koerse Vinnare av Petegem-aan-de-Leie 2:a i Kampioenschap van Vlaanderen 2:a i Circuit des Frontières 3:a i linjelopp vid Belgiska mästerskapen 5:a i Paris–Tours 6:a i Omloop van Oost-Vlaanderen 7:a i Bryssel–Ingooigem 8:a i Gent–Wevelgem 8:a i Kuurne–Bryssel–Kuurne 9:a i Flandern runt 1966 Vinnare av Elfstedenronde Vinnare av etapp 5b i Dunkerques fyradagars Vinnare av etapperna 6 och 8 i Vuelta a Andalucia 4:a i Gent–Wevelgem 5:a i GP du Tournaisis 7:a i Dwars door België 8:a i Paris–Roubaix 9:a i Paris–Bryssel 9:a i Kuurne–Bryssel–Kuurne 1967 Vinnare av Omloop der Vlaamse Gewesten 2:a i Elfstedenronde 6:a i Kuurne–Bryssel–Kuurne 9:a i Paris–Roubaix 10:a i Gent–Wevelgem 10:a i Dwars door België |

### Bana
| 1960/1961 2:a i madison vid Belgiska mästerskapen med Michel Van Aerde 1961/1962 3:a i Gents sexdagars med Klaus Bugdahl | 1963/1964 3:a i madison vid Belgiska mästerskapen med Willy Vannitsen 5:a i madison vid Europamästerskapen med Robert Seneca 1967/1968 2:a i Madrids sexdagars med José Manuel López Rodríguez |